# Salinello
Il Salinello è un fiume dell'Abruzzo settentrionale conosciuto in epoca romana come Helvinus, ma anche come Serinus e, più raramente, come Salinum per la presenza, in prossimità della foce, di alcune saline. Queste ultime diedero il nome a un pagus situato nelle immediate vicinanze (Ad Salinas).

## Descrizione e caratteristiche
Nasce su un fianco del Monte Panaccio e attraversa, fra gli altri, i comuni di Civitella del Tronto, Bellante e Mosciano Sant'Angelo. Sbocca nel mar Adriatico dopo aver percorso 45 km. Nel suo ultimo tratto segna il confine fra i comuni di Giulianova e Tortoreto.
Il suo bacino comprende una superficie complessiva di circa 180 km² all'interno di un perimetro di 94 km. Lungo il percorso riceve alcuni affluenti fra cui i torrenti Goscio e Rio. Il regime è di tipo torrentizio e talvolta, nel corso di estati particolarmente asciutte, il corso d'acqua è risultato quasi del tutto prosciugato.
A poco meno di un chilometro dal mare Adriatico, la valle è attraversata dal viadotto più alto d'Abruzzo, sull'autostrada A14.

## Riserva naturale del Salinello

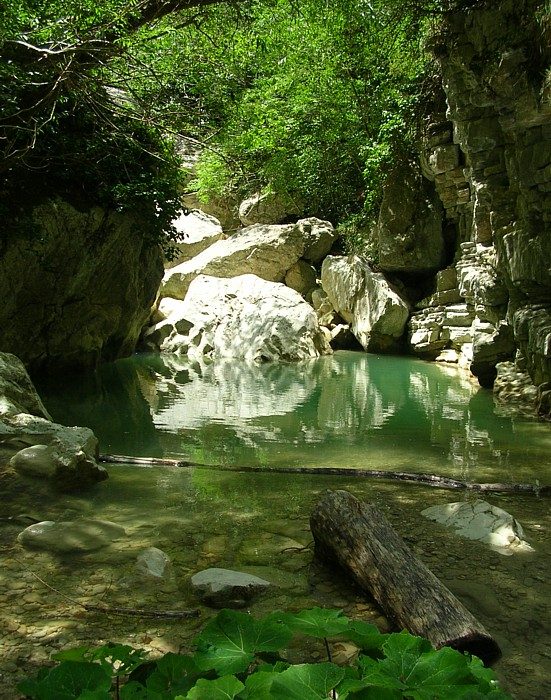
Gole del Salinello

La parte iniziale del fiume scorre in paraggi la cui flora e fauna sono particolarmente ricche in varietà e specie. A tutela della zona è stata istituita, con legge regionale n. 84 del 13 novembre 1990, la Riserva naturale delle gole del Salinello. Inserita nel Parco Nazionale del Gran Sasso e Monti della Laga è gestita direttamente dai comuni di Civitella del Tronto e Valle Castellana e ha un'estensione di circa 800 ha.
Al suo interno le varietà arboree più diffuse sono rappresentate da lecci, noccioli, faggi e ornielli, mentre, fra le specie animali primeggiano gli sparvieri, le aquile, i falchi pellegrini, i gufi, i tassi, i ghiri, le donnole e le volpi.